# The Collected Recordings – Sixties to Nineties
The Collected Recordings – Sixties to Nineties je trostruka kompilacija hitova američke pjevačice Tine Turner. 

## Popis pjesama

### CD 1
1. "A Fool in Love" - 2:53
2. "It's Gonna Work Out Fine" - 3:03
3. "I Idolize You" - 2:52
4. "Poor Fool" - 2:33
5. "A Letter from Tina" - 2:34
6. "Finger Poppin'" - 2:47
7. "River Deep – Mountain High" - 3:39
8. "Crazy 'Bout You Baby" - 3:26
9. "I've Been Loving You Too Long" - 3:54
10. "Bold Soul Sister" - 2:36
11. "I Want to Take You Higher" - 2:54
12. "Come Together" - 3:42
13. "Honky Tonk Women" - 3:10
14. "Proud Mary" - 4:59
15. "Nutbush City Limits" - 3:00
16. "Sexy Ida, Part I" - 2:30
17. "Sexy Ida, Part II" - 3:01
18. "It Ain't Right (Lovin' to Be Lovin')" - 2:36

### CD 2
1. "Acid Queen" (Soundtrack version) - 3:48
2. "Whole Lotta Love" - 4:43
3. "Ball of Confusion" (s B.E.F.om) (1991 remix) - 4:11
4. "A Change Is Gonna Come" (s B.E.F.om) (1991 remix) - 4:45
5. "Johnny and Mary" - 4:11
6. "Games" (1983. demo) - 4:16
7. "When I Was Young" - 3:12
8. "Total Control" - 6:28
9. "Let's Pretend We're Married" (uživo u Chicagu 1984.) - 4:16
10. "It's Only Love" (s Bryanom Adamsom) - 3:15
11. "Don't Turn Around" - 4:17
12. "Legs" (Live, 1993) - 4:59
13. "Addicted to Love" (uživo u Londonu 1986.) - 5:24
14. "Tearing Us Apart" (s Ericom Claptonom) - 4:17
15. "It Takes Two" (s Rodom Stewartom) - 4:12

### CD 3
1. "Let's Stay Together" - 5:17
2. "What's Love Got to Do with It" - 3:46
3. "Better Be Good to Me" - 5:10
4. "Private Dancer" - 7:11
5. "I Can't Stand the Rain" - 3:43
6. "Help!" - 4:30
7. "We Don't Need Another Hero (Thunderdome)" (7" edit) - 4:15
8. "Typical Male" - 4:15
9. "What You Get Is What You See" - 4:27
10. "Paradise Is Here" - 5:29
11. "Back Where You Started" - 4:27
12. "The Best" - 5:29
13. "Steamy Windows" - 4:04
14. "Foreign Affair" - 4:28
15. "I Don't Wanna Fight" - 6:05